# Maria Rundell
Maria Eliza Rundell (1745 - 16 de diciembre de 1828) fue una escritora inglesa. Su vida es poco conocida, pero en 1805, cuando ella tenía 60 años, envió una colección inédita de recetas y consejos domésticos a John Murray con la esperanza de que este las publicara. Murray publicó el trabajo titulado Un nuevo sistema de cocina doméstica en noviembre de 1805. Este obtuvo gran éxito y le siguieron varias ediciones. El libro vendió alrededor de medio millón de copias en vida de Rundell.
El libro estaba dirigido a amas de casa de clase media. Además de ocuparse de la preparación de alimentos, ofrece consejos sobre remedios y como establecer una cervecería casera e incluye una sección titulada ‘Instrucciones para los sirvientes’. El libro contiene lo que parece ser la primera receta de salsa de tomate y la primera receta impresa de huevos escoceses. Rundell también aconseja a los lectores que sean económicos con sus alimentos y que eviten el desperdicio. En 1819, Rundell le pidió a Murray que dejara de publicar el libro, ya que estaba cada vez más molesta con la pérdida de calidad en cada nueva edición. Ella quería publicar una nueva edición con un nuevo editor y el asunto fue llevado a la corte; donde la disputa legal continuó hasta 1823, cuando Rundell aceptó la oferta de Murray de £2.100 libras esterlinas por los derechos de autor de la obra.
Rundell escribió un segundo libro titulado Cartas dirigidas a dos hijas ausentes, publicado en 1814. El trabajo contiene los consejos que una madre le daría a sus hijas sobre temas como la muerte, la amistad, cómo comportarse en compañía cortes y los tipos de libros que una joven bien educada debería leer. Murió el 16 de diciembre de 1828 mientras visitaba Lausana, Suiza.

## Biografía
Nació como María Eliza Ketelby, hija de Margaret Farquhason y Abel Johnson Ketelby; quien era barrister del Middle Temple, Londres. Su vida es tan desconocida que los escritores de alimentos Mary Aylett y Olive Ordish observan: «en uno de los periodos más copiosamente registrados de nuestra historia, cuando las biografías se pueden escribir en su totalidad; incluso las de damas ligeras, la vida privada del escritor más popular en su día no se registra.»
El 30 de diciembre de 1766, María se casó con Thomas Rundell; un cirujano de Bath, Somerset en la ciudad de Londres. La pareja tuvo dos (2) hijos y tres (3) hijas. La familia vivió en Bath en algún momento y también pudieron haber vivido en Londres. Thomas murió en Bath el 30 de septiembre de 1795 tras una larga enfermedad. Rundell se mudó a Swansea, Gales del Sur; probablemente para vivir con una de sus hijas y envió a las otras a Londres a vivir con sus tíos.

## Cartas dirigidas a dos hijas ausentes
Este libro se presenta en forma de treinta y ocho cartas de una madre a sus hijas ausentes; Marianne y Ellen. Los consejos que aquí se consignan incluyen como comportarse en compañía cortés, los tipos de libros que una joven bien educada debería leer y como escribir cartas. Como en esa época era normal que las niñas y jóvenes no tuvieran una educación formal, era común y tradicional que las madres dieran este tipo de consejos. El libro no contiene ninguna respuesta de las hijas, aunque el texto hace alusión a la recepción de «sus cartas conjuntas» en varios puntos.